# Ricard Cester
Ricard Cester (València, 1855 - ?) va ser un poeta valencià. Pertanyia a la classe popular i treballadora, i de fet exercí oficis com el de sabater o el de polidor de diamants. Encara que els seus primers versos van ser escrits en castellà, cap al 1878, i coincidint amb l'auge del moviment renaixencista valencià, passà a formar part del grup de seguidors del poeta i lletraferit Constantí Llombart.
Precisament l'any 1878 Cester recità en la sessió inaugural de Lo Rat Penat el seu poema «Desperta, Valencia hermosa», que finalitzava amb aquestes estrofes:
| « | Aixís, companys, mal que á Castella hi pese, En lo poétich realme de Valencia, Si bé sots mar de glasa indiferencia, ¡Encara d'amor patri ardix lo foch! ¡Catalans! ¡Mallorquins! ¡siau per nosaltres Germans, sempre germans fins dá ab la tomba, Y aqui hont lo terra-trémol ja retomba, Aviats voreu surtirne l'illa d'Oc! | » |

Pel seu caràcter reivindicatiu i valencianista el poema despertà el rebuig del llavors president de l'entitat, Fèlix Pizcueta, que respongué al jove poeta en aquests termes:
| « | Tal vegada crega algú que la creació d'esta societat obedixca quant manco á alguna mira de esclusivisme provincial y quant més á alguna idea separatista; y yo, que dech concentrar en lo meu pit los sentiments de mes dignes companys, tinch que declarar así que ans que tot som fills y amants de la noble terra espanyola; que no resucitem les glories del antich Realme valenciá, més que per tenir lo goig de que no s'obliden i se perguen com la sehua llengua, en la oscuritat del temps. Recordar lo passat pera honrar lo present i pera que servixca d'eixemple en lo pervindre, esta es la nostra misió. | » |

## Obra
Començà a publicar textos dins de diaris com La Ilustración Popular Económica, Antorcha o Valencia Ilustrada. De la seua obra en català podem destacar títols com Flors d'enguany i Mil i un epigrames.
En teatre destaca L'agüela Poala, escrita en col·laboració amb el seu mestre i amic Constantí Llombart. En solitari publicà, entre d'altres, les obres El potinguer, Babel a fosques i Toreros i Peteneres. En la seua producció castellana trobem Un vejete solterito, El beso de un moribundo i l'adaptació de l'obra italiana La estatua de carne.
Finalment, en prosa escrigué La batalla del Puig.